# داني جو
داني جو هو سياسي كندي، ولد في 25 أبريل 1929. حزبياً، نشط في Yukon New Democratic Party ‏. وقد انتخب عضو الجمعية التشريعية في يوكون ‏.